# Habla sayaguesa
El sayagués, habla sayaguesa o habla de Sayago es una variedad local del leonés o asturleonés, lengua romance histórica del antiguo Reino de León, Asturias y Extremadura y que hoy sobrevive en Asturias y algunas zonas de las provincias españolas de León, Zamora y Salamanca, y del distrito portugués de Braganza.

## Introducción
Sayago es una comarca española de la provincia de  Zamora. Limita al oeste con Portugal, con la provincia de Salamanca por el sur y las comarcas zamoranas de Tierra del Vino al este y Aliste y Tierra del Pan al norte. Los límites septentrional y occidental vienen señalados por el río Duero y el meridional por el río Tormes.
El término sayagués, entendido como habla o idioma, es definido en el  DRAE como el “habla arrusticada que se finge dialecto leonés de la comarca de Sayago, utilizada por personajes villanescos en el teatro español de los siglos XV al XVII”.
Históricamente, sin embargo, el sayagués o habla sayaguesa es una realidad  sociolingüística, enclavada como habla dentro del leonés o asturleonés, habla romance vernácula que surgió en los territorios que básicamente ocupan actualmente las provincias españolas de León, Zamora y Salamanca.

## El sayagués literario
El apego del sayagués por su lengua, propiciado por su aislamiento geográfico, le llevó durante siglos a ser considerado como una persona torpe en su expresión lingüística en castellano, situación que finalmente se popularizó como prototipo de ineficacia, de forma que autores como Lucas Fernández  o  Sánchez de Badajoz usaron sistemáticamente la expresión “sayagués”, deformándola hasta convertirla en fuente de comicidad. 
Aparece entonces el sayagués literario, en el que lo sayagués se utiliza como paradigma de lo rural y tosco, exagerando e inventando expresiones que finalmente poco tendrían que ver con el propio dialecto sayagués. En algunos casos, la base dialectal, según apunta José de Lamano y Beneite, estaría no solo en el habla de la comarca de Sayago sino también en la del Campo de Salamanca. En todo caso ejemplos de esta tendencia del sayagués como lenguaje villanesco pueden encontrarse en obras de autores como Lope de Rueda, de Juan del Enzina y en obras como las Coplas de Mingo Revulgo o en el propio “Don Quijote de la Mancha” cuando  Sancho dice:

“… pues sabe que no me he criado en la corte, ni he estudiado en Salamanca, para saber si añado o quito alguna letra a mis vocablos. Sí que, válgame Dios, no hay porque obligar al sayagués a que hable como el toledano; y toledanos puede haber que no las corten en el aire en esto de hablar polido…”.

Respecto a esta última cita de El Quijote, destacan los comentarios que sobre el sayagués publicó Bastús y Carrera en 1834, cuando escribió que:

Entre Zamora y Ciudad Rodrigo, cerca de Ledesma, hay un territorio llamado Sayago, que se compone de más de sesenta pueblos. En el siglo pasado no solo se llamaba tierra de Sayago, sino de fayago, y sus naturales se llamaban también fayagueses, como dice D. Manuel de Herrera Galinato. Eran sus habitantes, insinúa, tan toscos en el vestir, como en el hablar. Su lenguaje era una especie de dialecto, escaso de palabras, que se componía de algunas latinas corrompidas, de otras castellanas, así antiguas como modernas, y de otras desconocidas, acaso inventadas por los mismos naturales, desfigurando por otra parte muchas de ellas con su rústica pronunciación. Estas noticias son del citado Galinato, que las refiere en el certamen que se celebró en Salamanca el año de 1630, con motivo de las fiestas que hizo su universidad al nacimiento del príncipe D. Baltasar Cárlos. Y en un romance, que él mismo compuso en lengua natural sayaguesa, se leen las redondillas siguientes:

La generalización y consolidación del sayagués inventado o sayagués literario nos lleva a que el mismo respondiera a unas características comunes y generalizadas que Alonso Hernández sintetizó en:
- Utilización de arcaísmos (her, do, ansí).
- Conservación de la F inicial (fablar, falló, farina).
- Y, viceversa, aparición de H incluso en casos absurdos (huerte, Helipe).
- Pérdida de la D final en los imperativos (¡Deci!).
- Utilización de pretéritos en OREN (bailaren, dijoren).
- Empleo de la E paragógica (felice, cantárone).
- Utilización frecuentísima de interjecciones (¡Pardiez! ¡hideputa!).
- Invención de santos más o menos ridículos (San Pego, San Contigo).
- Utilización de términos en desuso (pescudar) o mal empleados (“endilgadme” por enseñadme).
- Utilización de términos marcadamente rústicos como el tópico “quillotro” y todos los compuestos y derivados de él.
- Abundante utilización de refranes.

## El papel del sayagués en la literatura fundacional del asturleonés moderno
Pese a los numerosos ejemplos en los que el sayagués literario se aleja de la realidad dialectal de la comarca, existen algunas obras que representan de un modo más fiel el leonés del sur del Duero y que por ello se consideran hoy en día como parte de la literatura fundacional del asturleonés moderno. La más antigua de la que se tiene noticia son unas redondillas escritas por Gómez Suárez de Figueroa, publicadas en las Fiestas, que hizo el Insigne Collegio de la Compañía de Jesús, publicadas en Salamanca en 1610. 

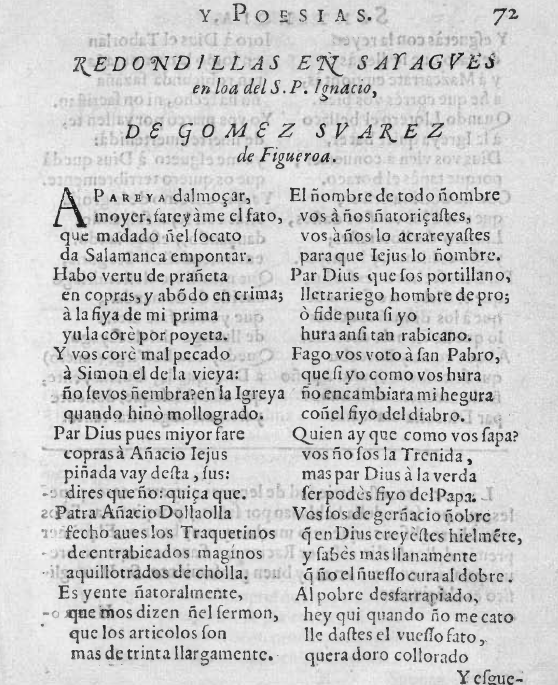
Redondillas en sayagués, de Gómez Suárez de Figueroa. En Fiestas, que hizo el Insigne Collegio de la Compañía de Jesús. Salamanca, 1610.

También plenamente asturleonesas son las anteriormente mencionadas redondillas de Manuel Herrera de Gallinato, creadas a propósito de las Fiestas de la Universidad de Salamanca al Nacimiento del Príncipe D. Baltasar Carlos y publicadas en 1630.
Estos autores, hablantes de una lengua minorizada –debido a sus orígenes rurales–, realizan una labor académica e intelectual en el entorno castellanohablante de Salamanca y contribuyen a perpetuar la burla y la marginación del sayagués, pues no se dirigen a lectores conocedores de leonés, si no al público alófono de un centro de poder que valora sus versos por  “por ∫er lenguaje tan cerrado que apenas ∫e entiende”.

## Literatura actual en sayagués
En tanto que el habla sayaguesa se encuentra actualmente prácticamente desaparecida, la literatura en la lengua tradicional es muy escasa. El refranero popular conserva algunos elementos del habla patrimonial:
“Por Santo Toméi, di el sol: de aquí no pasaréi.”
"Vos que regoldáis, fartiño estáis; yo que no regüeldo, buen hambre me tengo."
"Por San Antón la pita pon. La del rico, que la del pobre non."
"Cuando el mocho mía, ni es de noche ni es de día."
"Por San José, la andurina veré."
"Poco se gana filando, pero menos folgando."
"Febrero canutero, abril floril, mayo granayo. En junio, garra bien la foz y arrefúcete el sayo."
También existen ejemplos de creación literaria en sayagués moderno. Sin embargo, mientras que otras variedades comarcales del leonés hablado en Zamora como el sanabrés o el carbayés han experimentado un pequeño renacer literario en las últimas décadas, el habla sayaguesa no ha dado hasta ahora ese paso. 

## El sayagués delsigloXXyXXI
Los primeros estudios lingüistas de cierto rigor sobre el leonés, vendrían de la mano del hispanista francés Alfred Morel-Fatio. Posteriormente autores como Ramón Menéndez Pidal o Miguel de Unamuno supieron dar un enfoque distinto del sayagués, mostrando una imagen distinta de la de la literatura. 
Miguel de Unamuno,   en su ensayo titulado  “Los arribes del Duero” (1911), escribió:

“Llevo algún tiempo recogiendo elementos para un estudio del habla popular, o mejor, de las hablas populares de la región salamanquina, y cuanto más material agavillo, más vasto me parece el que queda fuera de mi diligencia. Lo que en la historias de la literatura española se conoce con el nombre de dialecto sayagués, el lenguaje en que están escritas las farsas y églogas que a fines del siglo XV escribieron  Lucas Fernández y Juan del Encina, el habla rústica del famoso Auto del Repelón, no es más que leve muestra de un dialecto que abortó aquí, y del que aún hay rastros. Queda más de él en Portugal, en lo que llama dialecto mirandés el señor Leite de Vasconcelos, conservador de la Biblioteca Nacional de Lisboa, que ha publicado dos fuertes volúmenes de Estudios de Philología  Mirandesa.
…
Si Dios me da vida y salud, pienso dedicar a esta habla un estudio, y entonces se verá qué preciosos giros, qué briosas expresiones, qué dichos decideros –como aquí se dice-, qué característicos vocablos corren de boca en boca del pueblo, inadvertidos de los doctos, y qué luz tan viva puede arrojar este estudio sobre el conocimiento de nuestra lengua castellana literaria, esmirriada y encanijada por la vida de ciudad.”

Pero los estudios verdaderamente sistemáticos sobre el habla de Sayago son los realizados, entre otros, por el romanista alemán Fritz Krüger y el sociolingüista sayagués Borrego Nieto.
El primero de los autores, el alemán Krüger, viajó a España en 1912 donde, tras obtener carta de recomendación de Miguel de Unamuno, realizó entrevistas sobre el habla de la zona en localidades leonesas y zamoranas. En la comarca de Sayago, en la provincia de Zamora, los trabajos de campo realizados revelaron ya un uso residual del habla sayaguesa. El resultado global de sus investigaciones, sería publicado en 1914 bajo el nombre de "Estudio fonético-histórico de los dialectos españoles occidentales". Esta obra, a su vez, ha sido traducida y publicada en 2006 por el Instituto de Estudios Zamoranos "Florián de Ocampo", al que se acompaña un estudio preliminar de González Ferrero y un mapa de las zonas en las que Krüger llevó a cabo su investigación.
Más recientemente,  destacan los exhaustivos trabajos de investigación que, sobre el habla sayaguesa, ha realizado el sociolingüista sayagués Borrego Nieto. Entre sus múltiples registros bibliográficos destacan: "Norma y dialecto en el sayagués actual", "Sociolinguística rural: investigación en Villadepera de Sayago", "La situación sociolinguistica de una comunidad rural (Villadepera de Sayago)" y artículos como "El dialecto leonés en la provincia de Zamora".
El aislamiento de  Sayago ha permitido que el sayagués haya perdurado a duras penas hasta nuestros días, a pesar de haber perdido el carácter de lengua vehicular a favor del  castellano. Aun así, hoy en día gran parte de la población, especialmente la de más de edad, conserva muchas palabras, giros y expresiones sayaguesas, generalmente relacionadas con elementos domésticas o de las actividades tradicionales, especialmente las relacionadas con la agricultura y ganadería.

## Rasgos diferenciadores
- A nivel consonántico
  - Conservación de la f- inicial latina que en muchas ocasiones, sobre todo al sur de la comarca, se aspira: 
    - /f/: facer, forno, farina, fenda, ferver, feno, forcado.
    - /h/: jembra, jincar, jocico.

  - Palatalización inicial de "l" : llagona, llobo, llombo, llágano, llirón.
  - Resultado leonés "y" para  –K’L-, T’L-, -G’L-, LY: graya, orbayu, foya, sartigayo. A veces cae ante vocal palatal: abea, abiraruco.
  - Conservación del grupo latino -mb-: llombo, lamber, cambas.
  - "Ch" como resultado en algunos casos de los grupos iniciales PL-, KL-, FL: chano, chave, chamatiella. Pero lo general es "ll": enllenar, llánduna, lluver.
  - "Ch" como solución de los grupos -IT -KT: fenecho, lechi, nochi.
  - PL, BL, GL, CL, dan pr, br, gr, cr: branco, robre, pranta, ombrigo, praza, estabro.
- A nivel vocálico
  - Cierre vocálico de "e" y "o" átonas, a veces pronunciadas como "i" y "u": redi, rudilla.
  - Conservación en algunos pocos casos del diptongo decreciente /ei/: veiga, estaleiro, zumbeira, fugueira. Frecuente en la conjugación: coméi, pasaréi, hei, vei; así como el diptongo /ai/: tomái, quedái, pasái.
  - Conservación en algunos casos del diptongo /ié/ ante lateral palatal: aviespa, mierla, priesa.
  - Conservación de –e final tras dental, alveolar, etc: rede, parede, sede, vide, foci.
- A nivel semántico
  - El vocabulario del leonés se mantiene en todo lo que concierne a las tareas tradicionales y los nombres de animales y plantas: adil, bricio, cortina, jera, pardal, pega, lluntria, jimbro, sabuguero, la manzanal.
- Vulgarismos: Es costumbre el masculinizar las cosas con el fin de empequeñecerlas o incluso de despreciarlas. Ejemplos coloquiales de estos términos serían "cortino", "callejo","yerbo"... en contraposición a " cortina", "calleja","yerba"...

## Estatus legal
Como parte del dominio lingüístico leonés, el sayagués se encuentra protegido por el artículo 5.2 del Estatuto de autonomía de Castilla y León, que señala que "El leonés será objeto de protección específica por parte de las instituciones por su particular valor dentro del patrimonio lingüístico de la Comunidad. Su protección, uso y promoción serán objeto de regulación". Sin embargo, no se ha desarrollado posteriormente la legislación necesaria para poder hacer efectiva esa protección y promoción del leonés por parte de las instituciones autonómicas, hecho que motivó la presentación de una Proposición No de Ley (PNL) en las Cortes autonómicas en mayo de 2010, mediante la que se solicitaba el desarrollo de legislación para hacer efectiva la protección del leonés que recoge el Estatuto, siendo aprobada dicha PNL por unanimidad de los procuradores presentes, a pesar de lo cual la Junta de Castilla y León no ha desarrollado posteriormente lo aprobado y exigido por las Cortes en dicha sesión.